# Frankrikes socialistiska parti (1902)
Frankrikes socialistiska parti eller Franska socialistiska partiet (Franska: Parti socialiste de France, PSdF) var ett politiskt parti grundat 1902 under kongressen i Commentry i Frankrike. Partiet grundades genom en sammanslagning av det marxistiska Franska arbetarepartiet (POF) som leddes av Jules Guesde och blanquistiska Revolutionära socialistpartiet (RSP) som leddes av Édouard Vaillant.
Till skillnad från Franska socialistpartiet (PSF) som leddes av Jean Jaurès, vägrade PSdF att ge sitt stöd till en "borgerlig regering" varför de inte deltog i vänsterblocket Bloc des gauches. Efter påtryckningar från Andra internationalen slogs PSdF ihop med PSF för att bilda Franska sektionen av Arbetarinternationalen (SFIO) 1905.